# Мастерчейн
Мастерчейн — российская национальная блокчейн-платформа, взаимодействие узлов которой происходит на базе модификации протокола Ethereum, доработанного с учётом требований российского законодательства к криптографии и процессу идентификации пользователей. Создана Ассоциацией ФинТех совместно с Банком России в 2016 году.
Важнейшими особенностями Мастерчейна являются:
- юридическая значимость обрабатываемой информации (в рамках российской юрисдикции)
- сертификация ФСБ России о соответствии российским стандартам криптографии и требованиям информационной безопасности
- поддержка механизма умных контрактов.

Сервисы на базе Мастерчейн, разрабатываемые Ассоциацией Финтех:
- Электронные закладные
- Цифровые банковские гарантии
- KYC (Know Your Customer)
- Цифровые аккредитивы.

## История
5 октября 2016 года Банк России объявил о разработке и тестировании технологии передачи сообщений в качестве инструмента взаимодействия между участниками финансового рынка.
В августе 2017 года Ассоциация ФинТех представила план-руководство по работе платформы «Мастерчейн». В этом плане определены принципы работы технологии, ограничения на хранение информации в ней, а также указаны проекты, которые должны быть первыми реализованы на её базе.
2 июля 2019 года Сбербанк России принял решение выйти из состава участников проекта платформы Мастерчейн мотивируя неудовлетворённостью скоростью, безопасностью и недостаточной децентрализацией платформы.
26 ноября 2019 года Ассоциацией ФинТех получен сертификат ФСБ России на средство криптографической защиты информации (СКЗИ) «Мастерчейн» версии 1.0.
19 декабря 2019 года на платформе Мастерчейн в промышленную эксплуатацию запущена децентрализованная депозитарная система (ДДС) учёта ипотечных закладных.
Первыми проект поддержали Сбербанк и рыночный спецдепозитарий. К моменту запуска в ДДС реализован учёт электронных закладных, в перспективе система будет обрабатывать и другие виды ценных бумаг.
В феврале 2021 на встрече представителей малого и среднего бизнеса с руководством Банка России обсуждался вопрос о создании факторинговой онлайн-платформы для цифровых финансовых активов на базе Мастерчейн.
9 апреля 2021 года была учреждена компания ООО «Системы распределенного реестра» для развития российских технологий с использованием распределенных реестров. Учредителями стали ВТБ, Газпромбанк, Промсвязьбанк, Национальная система платёжных карт, Московская биржа и Ассоциация ФинТех.